# Schoten (Belgique)
Pour les articles homonymes, voir Schoten.
Schoten est une commune néerlandophone de Belgique située en Région flamande dans la province d'Anvers. La commune compte plus de 34 000 habitants, et est une ville verte (30 % de la commune est constituée d'aire forestière) située à 10 km du centre-ville d'Anvers.
Elle appartient au canton électoral de Kapellen et au dixième canton judiciaire d'Anvers.

## Toponymie
Mentionnée dès le IXe siècle sous la forme Scote, puis au XIIe siècle Scotes. Nom probablement issu de l'ancien germanique skauti, selon Maurits Gysseling, signifiant déclivité, hauteur. Homonymie avec Schoten (Pays-Bas) ; Schoos (Luxembourg) ; Écos et Écots (Normandie) ainsi qu'Écot (Franche-Comté).

## Géographie

### Situation
Deux cours d'eau traversent Schoten, le canal Albert et le canal Dessel-Turnhout-Schoten. Le pont Hoogmolen est une importante route reliant les communes au sud du canal Albert.

### Communes limitrophes
Schoten est située entre les districts anversois de Merksem (à l'ouest), Deurne (au sud-ouest) et les communes de Brasschaat (au nord), Brecht (au nord-est), Schilde (à l'est) et Wijnegem (au sud).
|        | Brasschaat | Brecht  |
| Anvers | Schoten    | Schilde |
| Deurne | Wijnegem   |         |

## Histoire
En 1971, la chaîne de restauration rapide a choisi d'ouvrir son tout premier restaurant Quick dans la commune de Schoten.

## Héraldique
|  | La commune possède des armoiries qui lui ont été octroyées le 9 mai 1989. Ce sont les armoiries des anciens seigneurs de Schoten et de Breda et sont également utilisées par la ville de Breda aux Pays-Bas. Les seigneurs de Breda et de Schoten appartenaient à la famille Strijen qui portait également trois croix dans ses armoiries. Breda était entre les mains de la famille Van Breda du début du XIIe siècle à 1287. Les couleurs des armoiries de Van Breda, identiques aux armoiries de la ville, sont connues depuis le milieu du XIIIe siècle. Les armoiries elles-mêmes n'ont pas été changées depuis ce temps. Incidemment, les derniers seigneurs de Breda ont continué à utiliser les armoiries avec les croix en biais, même s'il n'y avait plus de relation avec la vieille famille. La plus ancienne image connue du blason de la ville de Breda date de 1254. Sur une estampe du sceau de la ville de cette année-là se trouve un château avec le blason en face de celui-ci. Sur le comptoir, un lion se dresse entre trois croix. Le lion est probablement le lion de Brabant. Blasonnement : De gueules à 3 croix de Saint André d'argent. L'écu surmonté d'une couronne de baron. (Traduction libre) Source du blasonnement : Heraldy of the World. |

## Lieux touristiques

### Patrimoine
- Château de Schoten

## Animations

### Sport
- KFC Schoten SK, club de football

## Politique et administration

### Collège du bourgmestre et des échevins
| Bourgmestre                   | Maarten De Veuster (N-VA) |
| Échevins                      | 1. Iefke Hendrickx (N-VA) 2. Wouter Rombouts (N-VA) 3. Charlotte Klima (N-VA) 4. Paul Valkeniers (Open VLD) 5. Paul De Swaef (N-VA) 6. Walter Brat (N-VA) 7. Veronique d’Exelle (N-VA) |
| Président du conseil communal | Lieven De Smet (N-VA) |
| Président du CPAS             | Veronique d’Exelle (N-VA) |

### Liste des bourgmestres
| Période                   | Bourgmestre | Parti                                    |
| ------------------------- | ----------- | ---------------------------------------- |
| Cornelius Floris Ullens   | 1830-1847   | Parti catholique (KP)                    |
| Charles Van Praet         | 1847-1882   | Parti catholique (KP)                    |
| Gaston de Pret            | 1882-1890   | Parti catholique (KP)                    |
| Werner Van Praet          | 1890-1902   | Parti catholique (KP)                    |
| Alfons Ullens de Schooten | 1902-1912   | Parti catholique (KP)                    |
| Theo Van Cauwenberghs     | 1912-1932   | Parti libéral unitaire (ULP)             |
| G. Jorissen               | 1932-1938   | Parti ouvrier belge (POB)                |
| A. Wolfs                  | 1938-1944   | Christelijke Volkspartij (CVP)           |
| A. Wolfs                  | 1946-1964   | Christelijke Volkspartij (CVP)           |
| Marcel Imler (nl)         | 1965-1982   | Parti socialiste belge (PSB)             |
| Tony Sebrechts (nl)       | 1983-2003   | Démocrate-chrétien et flamand (CVP/CD&V) |
| Harrie Hendrickx (nl)     | 2003-2012   | Christen-Democratisch en Vlaams (CD&V)   |
| Maarten De Veuster        | 2013…       | Nieuw-Vlaamse Alliantie (N-VA)           |

## Démographie

### Évolution démographique
Graphe de l'évolution de la population de la commune.
- Source : DGS - Remarque: 1806 jusqu'à 1981=recensement; depuis 1990=nombre d'habitants chaque 1er janvier[4]

### Jumelages
Schoten est jumelé avec plusieurs villes :
- Făgăraş (Roumanie)
- Tarnów (Pologne)
- Voorschoten (Pays-Bas) depuis 1996

## Schotenois connus

### Nés à Schoten
- 1950 : Frank Dingenen, acteur et comique
- 1952 : Luc Caals, acteur et comique
- 1954 : Brit Alen, actrice
- 1963 : Lulu Aertgeerts, actrice en choréographe
- 1963 : Marijke Hofkens, actrice
- 1964 : Peter Maes, ancien footballeur et entraîneur
- 1966 : Serge Falck, acteur et écrivain de scénario
- 1974 : Erland Pison, politicien et avocat

### Liés à Schoten
- Charles Ullens (1854-1908), homme politique ;
- Arthur Verhoeven (1889-1958), compositeur ;
- Marie-Rose Morel, (26 août 1972 - 8 février 2011), femme politique.
- Erwin Van Pottelberge, (17 février 1970), auteur de bande dessinée et storyboarder
- Véronique De Kock, Miss Belgique en 1995
- Luc Van der Kelen, éditeur du journal Het Laatste Nieuws
- Frank Vanhecke, député européen pour le Vlaams Belang et veuf de Marie-Rose Morel